# Lener Renaud
Lener Renaud ist ein haïtianischer Politiker. Er war vom 27. April 2015 bis zum 23. März 2016 Außenminister seines Landes.

## Politisches Wirken
Renaud wurde unter Präsident Michel Martelly im Jahr 2014 dritter Verteidigungsminister Haitis, nachdem das Amt mit Aufstellung der im Jahr 1996 abgeschafften Streitkräfte Forces Armées d’Haïti im Jahr 2011 wieder besetzt wurde. Er gehörte der PHTK (Parti Haïtien Tèt Kale; politische Plattform der Präsidenten Martelly und Moïse) an.
Am 27. April 2015 übernahm er von Duly Brutus das Amt des Außenministers im Kabinett Evans Paul.
In seine elfmonatige Amtszeit fiel turnusmäßig die Funktion des Vorsitzenden der Generalversammlung der Organisation Amerikanischer Staaten (OAS). Ebenso hatte Haiti die Präsidentschaft im Exekutivkomitee des Ministerrats der Association of Caribbean States (ACS) inne. Als Vertreter der Präsidentschaft nahm Renaud im Januar 2016 an der Amtseinführung von Jimmy Morales als neuem Präsident von Guatemala teil. Er musste sich insbesondere mit den Beziehungen zur Dominikanische Republik beschäftigen, da diese durch haitianische Migration in das Nachbarland stark belastet waren.
Mit Amtsantritt von Premierminister Enex Jean-Charles schied Renaud am 23. März 2016 aus dem Kabinett aus; ihm folgte Pierrot Delienne nach. Am 3. April 2017 machte ihn Premierminister Jack Guy Lafontant zum Leiter (Coordonateur Général) der Nationalen Kommission zur Drogenbekämpfung (Commission nationale de lutte contre la drogue; CONALD). Hier wurde er Ziel von Vorwürfen der Menschenrechtsorganisation Réseau National de Défense des Droits Humains (RNDDH), bei denen es darum ging, dass Kräfte der CONALD unrechtmäßig Eigentum von beschuldigten Personen eingezogen hätten. Am 12. August 2024 wurde Renaud von Karl-Henry Périclès an der Spitze der CONALD abgelöst.